# Meine teuflischen Nachbarn
Meine teuflischen Nachbarn (Originaltitel: The ’Burbs) ist eine US-amerikanische Filmkomödie von Joe Dante aus dem Jahr 1989.

## Handlung
In die Karikatur einer amerikanischen Spießbürgervorstadtstraße ziehen neue, seltsame Nachbarn, die dreiköpfige Familie Klopek. Auch die alteingesessenen Bewohner sind eher skurrile Charaktere, darunter der aufrechte Familienvater Ray Peterson, der pensionierte Soldat Lt. Mark Rumsfield, der umtriebige und proletenhafte Art Weingartner, der Pensionär Walter Seznick und der jugendliche Ricky Butler, dessen Eltern im Urlaub sind.
Mysteriöse Geräusche und helle Lichtblitze dringen nachts regelmäßig aus dem Keller der Klopeks. Auch wurden sie bereits bei nächtlichen Grabungsaktionen in ihrem ansonst verwahrlosten Garten beobachtet. Da der Nachbarschaft diese Vorkommnisse nicht ganz geheuer sind, wagt zunächst keiner den Versuch eines Kennenlernens. Als sich aber einer der neuen Nachbarn kurz auf seiner Veranda blicken lässt, ergreifen Ray und Art die Initiative und klopfen in einer Art Mutprobe und unter den neugierigen Blicken der übrigen Nachbarn doch am Haus der Klopeks, um sich ihnen vorzustellen. Sie werden jedoch von einem Schwarm angriffslustiger Bienen vertrieben, was sofort als böses Omen gedeutet wird. Als Ray, Rumsfield und Art in der Nacht versuchen, den Geräuschen auf den Grund zu gehen und sich gegenüber von den Klopeks mit einem Infrarot-Nachtsichtgerät auf die Lauer legen, werden sie Zeuge einer weiteren unheimlichen Lichterscheinung aus dem Keller des Anwesens. Gleich darauf wird die Situation noch merkwürdiger, als ein Mitglied der Klopek-Familie einen augenscheinlich schweren Müllsack in die Abfalltonne am Straßenrand quetscht. Die drei vermeiden es jedoch, die Mülltonne sofort genauer unter die Lupe zu nehmen und vertagen die Untersuchung auf den nächsten Morgen. Sie ahnen nicht, dass ihre Spionageaktion von den neuen Nachbarn registriert wurde. Ray sieht später in dieser Nacht, dass die Klopeks ein weiteres Mal, diesmal sogar während eines starken Unwetters, in ihrem Garten graben.
Als am nächsten Morgen die Müllabfuhr die Tonnen bereits geleert hat, durchwühlen Art und Rumsfield den Müllwagen in der Hoffnung, den Müllsack der Klopeks mit den darin vermuteten Leichenteilen zu finden. Die Suche bleibt erfolglos, jedoch bemerken die Anwohner, dass ein anderer Nachbar, der alte Walter, plötzlich verschwunden ist. Es keimt eine neue, schlimme Vermutung unter den Nachbarn. Sie brechen in Walters Haus ein und finden dort „Indizien“, die ein ungeplantes Verschwinden nahelegen. Während Art hinter den Klopeks Ritualmörder und Teufelsanbeter vermutet, welche Walter als Menschenopfer dargebracht haben, versucht Ray zunächst, für die Ereignisse eine logischere Erklärung zu finden.
Das Verdachtsmoment gegen die Klopeks erhärtet sich jedoch anderntags, als Rays Hund unter dem Grenzzaun zum Grundstück der Klopeks einen Knochen ausbuddelt, der einem menschlichen Oberschenkelknochen verblüffend ähnlich sieht. Zudem verschärfen Art und Rumsfield die Situation, indem sie die Klopeks über einen anonymen Zettel mit ihrem Verdacht konfrontieren. Die Ehefrauen von Ray und Rumsfield hingegen verschließen sich der abstrus wirkenden Theorie eines Satanskultes und initiieren den Versuch eines klärenden Gesprächs zwischen der Nachbarschaft und den Neuen. Das eher schleppend verlaufende, von gegenseitigem Misstrauen geprägte Treffen beruhigt Ray, Art und Rumsfield jedoch nicht. Ganz im Gegenteil: Ray findet im Haus der Klopeks Walters Toupet und damit den untrüglichen Beweis dafür, dass Walter von den Klopeks verschleppt und getötet wurde.
Schnell schmieden die drei Männer einen Plan: In Abwesenheit der Klopeks wollen Art und Ray im Laufe des darauffolgenden Tages deren Garten und das Haus durchsuchen. Rumsfield soll dabei diese „Militäroperation“ vom Dach seines eigenen Hauses aus koordinieren und die Straße überwachen. Beim Versuch, die Alarmanlage des Klopek-Grundstücks auszuschalten, legt Art zunächst die komplette Stromversorgung des Ortes lahm und erleidet dabei einen starken, aber sonst folgenlosen Stromschlag. Auch Rumsfield bleibt nicht von Verletzungen verschont, als er bei seiner Überwachungsaktion vom Dach seines Hauses fällt. Nachdem Ray und Art in der Zwischenzeit ihre Grabungsarbeiten im Garten erfolglos abgebrochen haben, dringen sie in das Haus ein und entdecken im Keller einen gewaltigen Verbrennungsofen, den sie für ein Krematorium halten. Sie vermuten Walters verbrannte Überreste im Kellerboden und beginnen nun dort zu graben. Ihre Beharrlichkeit scheint sich auszuzahlen: Im tieferen Kellerboden stoßen sie auf einen hohlen Gegenstand aus Metall, welcher wahrscheinlich die Leiche von Walter beinhaltet. Euphorisch stürzt Art aus dem Haus, um seinen Schneidbrenner zu holen. Allerdings kehren in einem unbeobachteten Moment die Klopeks zurück und bemerken bereits aus einiger Entfernung die Eindringlinge in ihrem Haus. Still treten sie den Rückzug an, um kurz darauf in Begleitung eines Polizeiwagens wieder vor dem Haus vorzufahren. Inzwischen ist auch (der noch lebende) Walter nach Hause zurückgekehrt. Entsetzt müssen Rumsfield und Art ihren Irrtum feststellen. Ray hingegen, in Unkenntnis der neuen Entwicklungen, versucht weiter, den Metallgegenstand im Keller freizulegen. Während der junge Ricky versucht, den Polizeibeamten aufzuhalten, um Art genügend Zeit zu verschaffen, Ray aus dem Keller zu holen, beschädigt dieser beim Graben den Metallgegenstand, der sich nun als Gasleitung entpuppt. Das austretende Gas entzündet sich daraufhin und das Haus der Klopeks wird durch die Explosion zerstört.
Feuerwehr, Krankenwagen und weitere Polizei kommen. Der mittelschwer verletzte Ray wird verhört und des mehrfachen Einbruchs, Hausfriedensbruchs, der Brandstiftung, Beleidigung, Tätlichkeit, des Vandalismus und (ungerechtfertigt) sogar der Erpressung und des Kidnappings beschuldigt. Das Verschwinden Walters stellt sich als Krankenhausaufenthalt heraus. Die Klopeks hatten sich während seiner Abwesenheit um seine Post gekümmert. Das Oberhaupt der Klopek-Familie, Werner Klopek, entpuppt sich sogar als hochangesehener Pathologe. Obwohl die Unschuld der Klopeks nun offenkundig ist und Walter lebt, spinnt Art seine Verschwörungstheorien unvermindert weiter und bezichtigt sie weiterhin des Mordes. Darüber gerät Ray so in Rage, dass er mit Art trotz seiner Verletzungen eine Prügelei beginnt. Nachdem die übrigen Anwesenden die beiden Kontrahenten getrennt haben, legt sich Ray freiwillig in einen Krankenwagen. Als er sich dort kurz darauf mit Dr. Werner Klopek allein aufhält, entschuldigt er sich bei diesem für all seine Untaten. Klopek vermutet jedoch hinter Rays ganzem Verhalten ein Täuschungsmanöver und ist davon überzeugt, dass dieser in seinem Kellerofen Beweise gegen ihn gefunden habe. Nun wird sich Ray schlagartig darüber bewusst, dass Art die ganze Zeit über mit all seinen Behauptungen recht hatte. Klopek greift Ray daraufhin mit einer Giftspritze an und versucht, ihn in einer dramatischen Auseinandersetzung auf der Krankenliege zu töten. Als die beiden schließlich im Kampf gegen das Auto der Klopeks prallen, öffnet sich dessen Kofferraum, worin mehrere skelettierte Leichname entdeckt werden. Letzten Endes entpuppen sich die Klopeks doch als Verbrecher: Sie hatten die Vorbesitzer ihres Hauses umgebracht, deren Leichen in ihrem Kellerofen verbrannt und die Knochenreste zunächst in ihrem Garten verscharrt. Als ihnen jedoch die andauernden Spionageaktionen ihrer Nachbarn nicht verborgen blieben, und sie befürchten mussten, entlarvt zu werden, hatten sie die Knochen wieder ausgegraben und im Kofferraum ihres Wagens deponiert.
Die Klopeks werden verhaftet. Die Anklage gegen Ray und die anderen wird fallengelassen. In die friedliche Vorstadt können nun wieder Ruhe und Nachbarschaftsliebe einziehen.

## Kritik
„Mit den Mitteln des Horrorfilms und der Parodie gestaltete rabenschwarze Kritik am Spießbürgertum, deren Übersteigerungen den Horror und die Neurosen des alltäglichen Lebens entlarven. Weitgehend unterhaltsam, mit guten Darstellern.“

## Auszeichnungen
- Cory Danziger wurde für den Young Artist Award nominiert.[2]

## Filmmusik
- Machine von Alex Mitchell, Ricky Beck Mahler, Gary Sunshine. Gespielt von Circus of Power (Courtesy of RCA Records).
- Bloodstone von Mickey Finn, Fernie Rod, Billy Rowe, Mark Radice. Gespielt von Jetboy (Courtesy of MCA Records).
- Questa o Quella aus Rigoletto von Giuseppe Verdi. Gespielt von Enrico Caruso (Courtesy of Capitol Records, INC. Special Markets Division).
- Locked in a Cage von Mickey Finn, Fernie Rod, Billy Rowe. Gespielt von Jetboy (Courtesy of MCA Records).
- Make some noise von Mickey Finn, Fernie Rod, Billy Rowe, Ron Tostenson, Sam Yaffa. Gespielt von Jetboy (Courtesy of MCA Records).

## Trivia

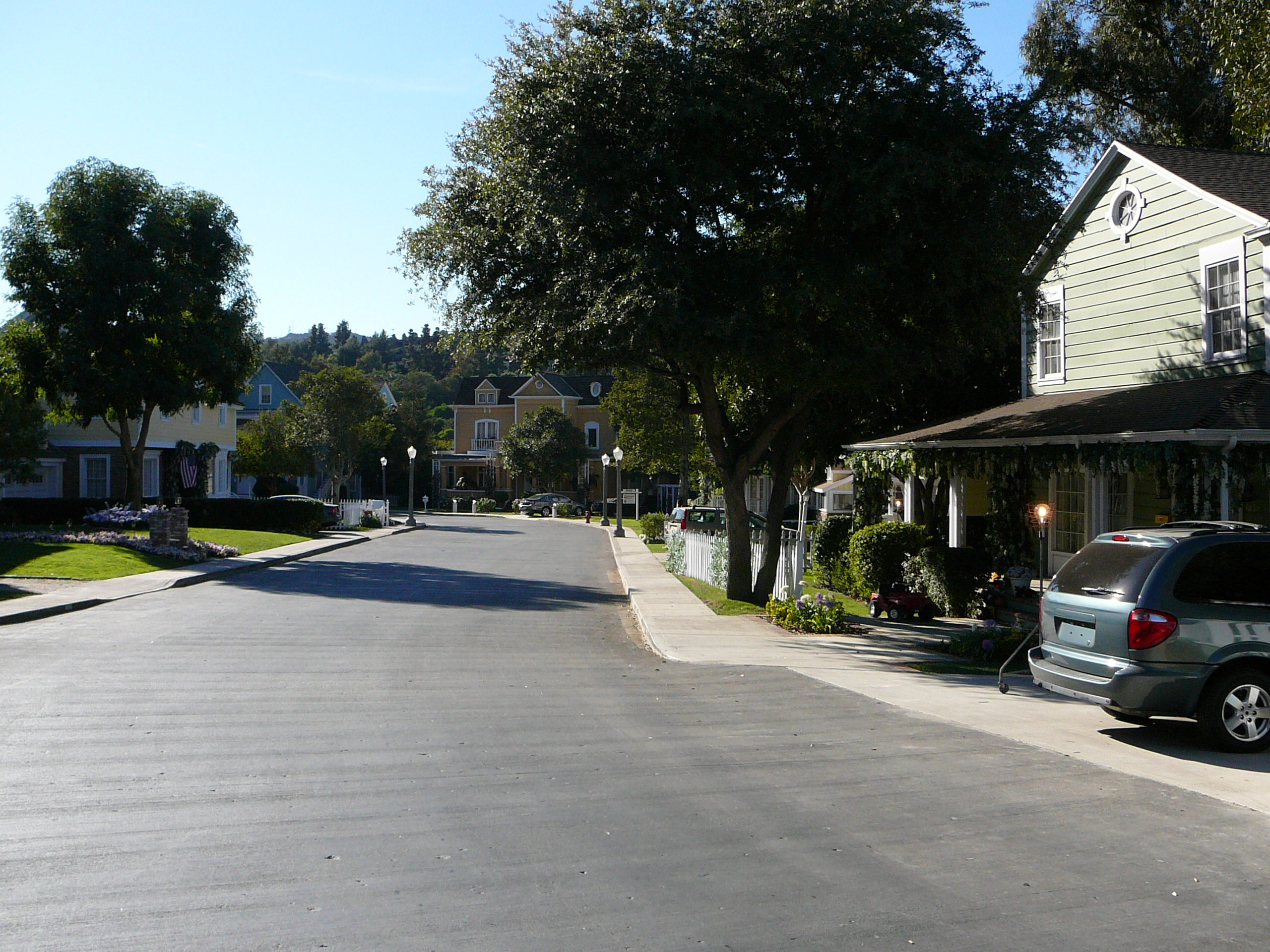
Colonial Street als Wisteria Lane in der Serie Desperate Housewives (2006)

- Die Straße im Stil einer amerikanischen Colonial Street ist ein komplettes Filmset auf dem Gelände der Universal Studios Hollywood. Sie wurde laut der IMDb ab 2004 als Wisteria Lane der Serie Desperate Housewives genutzt und ist u. a. auch kurz im Film Deep Impact zu sehen.
- In der Küchenszene ziemlich am Anfang des Films ist eine Packung Frühstücksflocken mit der Aufschrift „Gremlins“ und der Abbildung des Mogwai Gizmo zu erkennen: Eine Anspielung auf dem Film Gremlins – Kleine Monster, bei dem ebenfalls Joe Dante Regie führte. Auch Corey Feldman (Ricky Butler), Dick Miller (Müllmann) und Nicky Katt (Steve Kuntz) spielten in diesem Film mit.
- In der Szene, in der Art die Gruselgeschichte von Skip dem Massenmörder erzählt, findet sich eine Anspielung auf Freddy Krueger: „Er wohnte drüben an der Elm Street …“
- In der 48. Filmminute gibt es einen Synchronfehler in der deutschen Fassung: Nachdem Rays Hund Vince den Knochen im Garten ausgegraben hat, spricht Ray Petersen (Tom Hanks) seinen Nachbarn Art Weingartner (Rick Ducommun) mit seinem eigenen Filmvornamen an: „Ray, woher willst du das wissen?“ Dieser Fehler wurde in der BluRay-Fassung korrigiert.
- In der Szene mit dem starken Unwetter kann man bei genauem Hinsehen ein längeres Nachglühen der von der Filmcrew verwendeten Blitzlampen an den Häuserfronten erkennen.
- Die Filme, die sich Ray Petersen im Bett liegend abends im Fernsehen anschaut, sind Vier im rasenden Sarg, Der Exorzist und Texas Chainsaw Massacre 2.
- Ein alternatives Ende (erhältlich auf BluRay) verläuft etwas weniger spektakulär: Dort greift Dr. Werner Klopek Ray Peterson ebenfalls im Krankenwagen an, allerdings ohne vorher ein Geständnis über die begangenen Morde bei ihm abzulegen. Dabei wird er von Art und den übrigen Nachbarn inflagranti erwischt, als diese sich nochmal nach Rays Gesundheitszustand erkundigen wollen. Klopek wird daraufhin festgenommen. Er beschwert sich während seiner Verhaftung bei Ray darüber, dass man in so einer Nachbarschaft nur das Haus in einer ungewöhnlichen Farbe zu streichen oder eine andere Automarke zu fahren brauche, um bei den Übrigen als verdächtiger Spinner abgestempelt zu werden. Nachdem er den Polizisten die Lage der versteckten Leichen der Haus-Vorbesitzer im Garten verraten und diese angewiesen hat, nur tief genug graben zu müssen, werden auch die anderen beiden Mitglieder der Klopek-Familie verhaftet. Reuben Klopek bringt Ray gegenüber sein Bedauern zum Ausdruck, ihn nun nicht mehr auf ein „allerletztes Barbecue“ (also seine Verbrennung im Ofen) einladen zu können.